# 南部信誉
南部 信誉（なんぶ のぶのり）は、江戸時代後期の大名。陸奥国七戸藩の第2代藩主。官位は従五位下丹波守。

## 生涯
文化2年（1805年）11月4日、初代藩主・南部信鄰の長男として誕生。
文政4年（1821年）に父が死去したため、翌文政5年（1822年）正月に跡を継いだ。安政5年（1858年）に城主格となる。文久2年（1862年）8月、死去。享年58。
実子に南部信賢（啓之助・内室は南部利済の娘）がいたが、嘉永年間に、本藩藩主の利済の4男・謹敦を養子とした。しかし安政年間までには養嗣子を信民に替え、信民が継いだ。

## 系譜
父母
- 南部信鄰（父）

正室
- 秀 - 森長義の娘

子女
- 南部信賢

養子
- 南部謹敦 - 南部利済の三男
- 南部信民 - 南部信也の四男